# SIOANI

O brigadeiro José Vaz da Silva (1967).

O SIOANI, acrônimo de Sistema de Investigação de Objetos Aéreos Não Identificados, foi uma estrutura organizacional formalmente criada pelo Comando da 4ª Zona Aérea da FAB, atual IV Comando Aéreo Regional (COMAR), para investigação e pesquisa científica do fenômeno do Objeto Aéreo Não Identificado, o chamado OANI, entre os anos de 1969 e 1972. Foi patrocinado pelo brigadeiro José Vaz da Silva, comandante da 4ª Zona Aérea e coordenado pelo major Gilberto Zani de Mello.

## Registros militares: oficiais e vazados

### Oficiais
Em 5 de maio de 2008, foi encaminhado ao Ministério da Defesa ofício do Subchefe para Assuntos Jurídicos da Casa Civil da Presidência da República, recomendando, a pedido da CBU - Comissão Brasileira de Ufólogos, providências para acesso à documentação referente a OVNI, de material passível de desclassificação de seu grau de sigilo ou material não sigiloso ou que tenha sido vencido seu prazo de sigilo, e posterior envio ao Arquivo Nacional.
Em 31 de outubro de 2008, o Arquivo Nacional no Distrito Federal recebeu do CENDOC - Centro de Documentação e Histórico da Aeronáutica, um conjunto de publicações compiladas, do período 1952-1969, relativo a Objetos Voadores Não-Identificados (OVNIs), entre eles, documentos identificados do SIOANI. Existem dois boletins: Boletim 1 de março de 1969, com as atribuições do SIOANI e o boletim 2 de agosto de 1969, com casos pesquisados desde outubro de 1968 e estatísticas do período. A quase totalidade dos arquivos liberados pelo Ministério da Aeronáutica referentes ao SIOANI são registros sucintos de grande parte das observações de objetos aéreos não identificados constantes do Boletim 2. Há 52 informes sucintos liberados para 70 casos descritos nesse boletim.
Em 23 de abril de 2009, chegou a vez das publicações do período 1970-1979 serem entregues ao Arquivo Nacional pelo CENDOC. Entre elas, outros documentos referentes ao SIOANI, cobrindo os anos de 1970 a 1972. Nem todos fazem referência direta ao SIOANI ou a uma de suas estruturas organizacionais, mas indicam o envio sistemático desse tipo de ocorrência para a 4ª Zona Aérea, seja diretamente através de outras zonas áreas ou pelo CISA - Centro de Informação de Segurança da Aeronáutica.
A documentação pode ser acessada pelo sítio do Arquivo Nacional, através do SIAN (Sistema de Informações do Arquivo Nacional), sob o código de referência BR DFANBSB ARX.

### Vazados
Um conjunto de documentos elaborados pela antiga 4ª Zona Aérea/IV COMAR, constituído de relatórios, boletins, croquis, fotos, slides, foi obtido pelo pesquisador ufológico Edison Boaventura Júnior,  de um colaborador civil do SIOANI, o sociólogo  Acassil José de Oliveira Camargo, através de informações repassadas pelo major Gilberto Zani de Mello, que indicou Acassil como depositário de uma calhamaço de documentos que recebeu do próprio brigadeiro José Vaz da Silva, tendo parte do material sido entregue na sua edição original. Parte desse acervo está praticamente espelhada nos documentos entregues pelo Ministério da Aeronáutica ao Arquivo Nacional, como no caso dos Boletins 1 e 2 do SIOANI, respectivamente de março e agosto de 1969. O restante dos documentos vazados guarda alguma similaridade com a documentação oficial, no caso, entre os relatórios vazados, que são registros completos e detalhados da observação investigada, preenchido pelas equipes de campo, contra os pequenos resumos oficiais que ocupam uma banda de folha ofício, seguidos de uma outra folha que traz uma cópia idêntica do registro tal como foi impresso no Boletim 2 do SIOANI.  A escassa similaridade é verificada pelos dados passíveis de comparação entre esses documentos.
Os relatórios da documentação vazada, em geral, são mais extensos e minuciosos que os pequenos resumos oficiais disponíveis no arquivo nacional.
Alguns resumos oficiais não possuem seu respectivo relatório vazado e vice-versa. Todos, no entanto, estão catalogados no oficial Boletim 2.
Essa documentação, num total de mais de 1.300 páginas, foi entregue por Edison Boaventura Jr, em meio digital, à CBU e pode ser acessada por sítio mantido pela Revista UFO. O Arquivo Nacional recebeu do pesquisador em 2009 o mesmo material, mas não foi catalogado eletronicamente e disponibilizado pela instituição.

## Abrangência
A 4ª Zona Aérea compreendia as áreas geográficas dos Estados de São Paulo e Mato Grosso, mas o SIOANI excedia os limites desse comando aéreo. Além da contribuição de outras zonas aéreas através de suas seções secretas de informações – 2ª Seção ou A2 –, mas não só elas, outros órgãos do chamado SiSNI - Sistema Nacional de Informações, vigente durante a Ditadura militar no Brasil (1964-1985), tais como o CISA - Centro de Informação de Segurança da Aeronáutica e órgãos de segurança pública estaduais, colaboravam com o SIOANI.
A organização básica do sistema se apoiava nos chamados Núcleos de Investigação de Objetos Aéreos Não Identificados, os NIOANI, que seriam os executores das observações, investigações e coleta de materiais e respondiam diretamente ao chefe da chamada CIOANI - Central de Investigação de Objetos Aéreos Não Identificados. No Boletim 2, foi publicada uma relação dos NIOANI implementados até aquele momento. Estavam concentrados em São Paulo e Mato Grosso, área de atuação da 4ª Zona Aérea, mas havia núcleos em Petrolina-PE, Salvador-BA, Brasília-DF, em cidades de Minas Gerais, do Rio de Janeiro e até em Paris, França.

## Organização
Sediado no Quartel General da 4ª Força Aérea, no bairro do Cambuci, na cidade de São Paulo - SP, o SIOANI era subordinado ao Ministro da Aeronáutica, mas o resultado das investigações era enviado ao Estado-Maior da Aeronáutica – EMAER.
O coordenador e chefe operacional do sistema, major Zani de Mello, fazia valer essa chancela ministerial e encaminhava ofícios para as demais zonas aéreas solicitando colaboração na pesquisa de OANIs, como no ofício enviado em janeiro de 1969 ao comandante do Destacamento da Base Aérea de Belo Horizonte, 3ª Zona Aérea:
"Esta Zona Aérea, por meio de seu Comandante, Exmo Sr Major Brig JOSÉ VAZ DA SILVA, recebeu do Exmo Sr Ministro da Aeronáutica o encargo dessas pesquisas (...) na certeza de vossa colaboração, designando um militar para fazer a pesquisa do fato OANI referido na nota de jornal (...)"
A cabeça do sistema era a CIOANI, a Central de Investigações de Objetos Aéreos Não Identificados, que dirigia e coordenava toda a organização. Seu chefe, o coronel Zani, também era chefe da 2ª Seção da 4ª Zona Aérea, como era chamado o serviço secreto da FAB. O sistema dividia o país em zonas, chamadas de ZIOANI – Zona de Investigação de OANI, confundiam-se com as Zonas Aéreas, os atuais Comandos Aéreos Regionais – COMAR, existindo na época da 1ª a 6ª.
Na concepção do sistema, conforme descrito no Boletim 1, cada ZIOANI deveria ter um coordenador geral ao qual estaria ligada lateralmente aos NIOANI – Núcleo de Investigação de OANI, que executariam as investigações e a coleta de materiais para pesquisa. Cada ZIOANI poderia ter vários desses núcleos, no entanto, a subordinação dos NIOANIs era diretamente ao chefe do CIOANI. O sistema ainda contaria com a infraestrutura da FAB para transporte e comunicações. Para análises laboratoriais seriam designados laboratórios (LIOANI) pelo CIOANI.
Segundo testemunho do investigador civil, membro do SIOANI, Acassil de Oliveira, as equipes compostas de 3 a 4 pessoas contavam com máquinas fotográficas, um magnetómetro, um contador Geiger, equipamentos de infravermelho e ultravioleta. O material coletado nos supostos locais de pouso de OANI eram analisados no ITA – Instituto Tecnológico de Aeronáutica em São José dos Campos e as vezes por laboratórios nos Estados Unidos. Acassil declara que não tinha acesso a esses resultados.
Os militares da FAB exerceriam suas atribuições no SIOANI conjuntamente com suas outras funções designadas pelo seu órgão militar e os colaboradores civis não seriam remunerados. Era um sistema de voluntariado.

## Investigação
O boletim 2 do SIOANI cobriu 70 casos investigados, entre setembro de 1968 e julho de 1969. Documentos vazados estendem esse número para cerca de 100 casos, até o fim do sistema em 1972.
O relatório padrão preenchido pelos investigadores (IPOANIs), em geral, possuía sete questionários:
a.Dados relativos ao observador
b.Dados referentes à área observador/OANI
c.Dados referentes à observação
d.Dados referentes ao(s) OANI(s)
e.Comprovações objetivas da declaração
f.Eventos notados simultaneamente com a presença do OANI
g.Descrição histórica da pesquisa, com apreciação final sobre os fenômenos observados

O CIOANI utilizou os dados colhidos nos relatórios das testemunhas, chamadas de XOANIs, elaborando várias tabelas e as publicou no Boletim 2. Algumas delas estão transcritas a seguir:
| XOANIs possuidores de TV |    |
| SIM                      | 21 |
| NÃO                      | 49 |

| Área de Observação |    |
| SÍTIO              | 12 |
| FAZENDA            | 10 |
| VILA               | 10 |
| CIDADE             | 38 |

| Momentos de Observação |    |
| ALVORADA               | 09 |
| DIA                    | 10 |
| ANOITECER              | 09 |
| NOITE                  | 42 |

| Grau de Escolaridade XOANIs |    |
| ANALFABETO                  | 08 |
| GRUPO ESCOLAR               | 25 |
| GINASIAL                    | 13 |
| SUPERIOR                    | 06 |
| UNIVERSITÁRIO               | 11 |

Para alguns XOANIs, além do relatório dos investigadores, era aplicado um questionário de observação psiquiátrica pelo tenente médico João Edney Carvalho Ribeiro. O total de examinados, referente ao Boletim 2, foram 18 pessoas, das quais cinco apresentaram algum tipo de psicopatologia definida. Nas considerações finais do boletim, a questão mental é abordada:
“Entre os casos expostos nêste Boletim, ao lado dos que são aceitos, por nada haver que os invalide, outros existem que nos levam a admitir a grande possibilidade, evidência mesmo de tratar-se de "ideações voluntárias", bem concatenadas de tal sorte a apresentarem-se com sabor de veracidade. Somados a êsses estão, também, casos de comprovada personalidade esquisofrênica (alucinatória ou delirante)”

## Conclusões e Encerramento
Os casos investigados, no geral, apresentaram apreciações incipientes e inconsistentes. O coronel da Aeronáutica Antonio Celente Videira, escreveu em artigo na revista Idéias em Destaque de 2009, do ICAER - Instituto Histórico-Cultural da Aeronáutica, que:
"Os relatos do SIOANI para os quais não houve explicação, não chegaram a 5% do total catalogado, percentual que, provavelmente hoje, com avanço tecnológico, diminuiria em virtude de possíveis explicações. Todavia, a elucidação dos eventos tranquilizou os organismos de segurança (...)."
O sociólogo Acassil José de Oliveira Camargo, investigador e pesquisador do SIOANI, em entrevista a Edison Boaventura Júnior e publicado na Revista UFO, declarou:
"Pessoalmente, acredito que a maioria dos casos relatados pode ser explicada, pois existem muitos fenômenos naturais que confundem as pessoas - e ainda mais naquela época, quando fazíamos as pesquisas, pois as testemunhas tinham pouca instrução e algumas chegavam até a inventar histórias."
Questionado sobre explicações para os casos sem solução, Acassil citou com uma possibilidade a chamada Teoria de Tensão Tectônica para os UFOs de en:Michael Persinger e Brian Preire, que colocam o fenômeno OANI/OVNI como consequência da movimentação de placas tectônicas.
O SIOANI encerrou suas atividades em 1972. Atribui-se a troca de comando da 4ª Zona Aérea o fato gerador do encerramento.